# Antonio Villacampa Duque
Antonio Villacampa Duque, né le 6 octobre 1958, est un homme politique espagnol membre du Parti populaire (PP).

## Biographie

### Vie privée
Il est marié.

### Profession
Antonio Villacampa Duque est titulaire d'une licence en médecine et chirurgie par l'Université de Saragosse.

### Activités politiques
Il est conseiller municipal de Huesca de 2007 à 2011. De août 2011 à juin 2015, il est directeur général auprès du Conseiller chargé de la Santé du Gouvernement d'Aragon.
Le 20 décembre 2015, il est élu sénateur pour Huesca au Sénat et réélu en 2016.
Au Sénat, il est premier secrétaire de la commission chargée de la Santé et des Services sociaux.